# Мильда
Мильда (нем. Milda) — община в Германии, в земле Тюрингия. 
Входит в состав района Заале-Хольцланд. Подчиняется управлению Зюдлихес Залеталь.  Население составляет 810 человек (на 31 декабря 2010 года). Занимает площадь 22,08 км².